# Sui Jen Patera
La Sui Jen Patera è una struttura geologica della superficie di Io.